# Pelican Stadium
Le Pelican Stadium est un ancien stade de baseball de La Nouvelle-Orléans, ville de l'État de Louisiane, aux États-Unis.

## Histoire
Construit en 1915, il a été le domicile de différents clubs professionnels de baseball, tant de ligue mineure que de ligue noire, dont les Pelicans de La Nouvelle-Orléans de 1915 à 1957, les Black Pelicans de La Nouvelle-Orléans et les Créoles de La Nouvelle-Orléans, ainsi que, brièvement, les Stars de Saint-Louis en 1941.
Sa capacité était de 9500 places. Le stade est démoli en 1957.